# Siurana (Tarragona)
Siurana is een plaats in de in de Spaanse provincie Tarragona  in de regio Catalonië. Het dorp is gelegen op een hoogte van 737 meter. De steile rotswanden behoren tot de meest bezochte klimlocaties in Spanje. Aan de voet van de berg ligt het stuwmeer van Siurana (Pantà de Siurana) dat gebruikt wordt voor zomeractiviteiten zoals vissen, zwemmen en kajakken. 